# الکساندر لبزیاک
الکساندر لبزیاک (روسی: Александр Борисович Лебзяк؛ زادهٔ ۱۵ آوریل ۱۹۶۹) بوکسور اهل روسیه است.